# 1992-es Formula–1 San Marinó-i nagydíj
A San Marinó-i nagydíj volt az 1992-es Formula–1 világbajnokság ötödik futama.

## Futam
Imolában a Williamsek továbbra is előnyben voltak a McLarenekhez és Benettonokhoz képest. A rajt után Patrese támadta a pole-pozíciós Mansellt, de a brit megtartotta a vezetést, majd egyre nagyobb előnyre tett szert. Schumacher Senna támadása közben hibázott és kiesett a 21. körben. Alesi boxkiállás nélkül kívánta teljesíteni a versenyt, ezért a kiállások után már a harmadik helyen haladt. Senna megelőzte a franciát a Tosa kanyarban, a 40. körben. Ugyanígy Berger is megpróbálta megelőzni, de összeütköztek és mindketten kiestek. Mansell az évad első öt futamából mindegyiken győzött, míg a Williams újabb kettős győzelmet aratott. Senna harmadik, Brundle negyedik, Albereto ötödik, Martini hatodik lett.
| Helyezés | #  | Versenyző            | Csapat/Motor          | Futott körök | Idő/Kiesés oka    | Rajthely | Pontszám |
| -------- | -- | -------------------- | --------------------- | ------------ | ----------------- | -------- | -------- |
| 1        | 5  | Nigel Mansell        | Williams-Renault      | 60           | 1:28:40,927       | 1        | 10       |
| 2        | 6  | Riccardo Patrese     | Williams-Renault      | 60           | +9,451            | 2        | 6        |
| 3        | 1  | Ayrton Senna         | McLaren-Honda         | 60           | +48,984           | 3        | 4        |
| 4        | 20 | Martin Brundle       | Benetton-Ford         | 60           | +53,007           | 6        | 3        |
| 5        | 9  | Michele Alboreto     | Footwork-Mugen-Honda  | 59           | +1 kör            | 9        | 2        |
| 6        | 22 | Pierluigi Martini    | Dallara-Ferrari       | 59           | +1 kör            | 15       | 1        |
| 7        | 33 | Maurício Gugelmin    | Jordan-Yamaha         | 58           | +2 kör            | 16       |          |
| 8        | 3  | Olivier Grouillard   | Tyrrell-Ilmor         | 58           | +2 kör            | 20       |          |
| 9        | 26 | Érik Comas           | Ligier-Renault        | 58           | +2 kör            | 13       |          |
| 10       | 10 | Szuzuki Aguri        | Footwork-Mugen-Honda  | 58           | +2 kör            | 11       |          |
| 11       | 21 | Jyrki Järvilehto     | Dallara-Ferrari       | 57           | Motorhiba         | 16       |          |
| 12       | 16 | Karl Wendlinger      | March-Ilmor           | 57           | +3 kör            | 12       |          |
| 13       | 17 | Paul Belmondo        | March-Ilmor           | 57           | +3 kör            | 24       |          |
| 14       | 4  | Andrea de Cesaris    | Tyrrell-Ilmor         | 55           | Üzemanyagrendszer | 14       |          |
| Kiesett  | 30 | Katajama Ukjó        | Larrousse-Lamborghini | 40           | Kicsúszás         | 17       |          |
| Kiesett  | 27 | Jean Alesi           | Ferrari               | 39           | Ütközés           | 7        |          |
| Kiesett  | 2  | Gerhard Berger       | McLaren-Honda         | 39           | Ütközés           | 4        |          |
| Kiesett  | 29 | Bertrand Gachot      | Larrousse-Lamborghini | 32           | Kicsúszás         | 19       |          |
| Kiesett  | 25 | Thierry Boutsen      | Ligier-Renault        | 29           | Motorhiba         | 10       |          |
| Kiesett  | 32 | Stefano Modena       | Jordan-Yamaha         | 25           | Váltó             | 23       |          |
| Kiesett  | 24 | Gianni Morbidelli    | Minardi-Lamborghini   | 24           | Motorhiba         | 21       |          |
| Kiesett  | 15 | Gabriele Tarquini    | Fondmetal-Ford        | 24           | Motorhiba         | 22       |          |
| Kiesett  | 19 | Michael Schumacher   | Benetton-Ford         | 20           | Kicsúszás         | 5        |          |
| Kiesett  | 28 | Ivan Capelli         | Ferrari               | 11           | Kicsúszás         | 8        |          |
| Kiesett  | 23 | Christian Fittipaldi | Minardi-Lamborghini   | 8            | Váltó             | 25       |          |
| Kiesett  | 12 | Johnny Herbert       | Lotus-Ford            | 8            | Váltó             | 26       |          |
| NK       | 11 | Mika Häkkinen        | Lotus-Ford            |              |                   |          |          |
| NK       | 14 | Andrea Chiesa        | Fondmetal-Ford        |              |                   |          |          |
| NK       | 8  | Damon Hill           | Brabham-Judd          |              |                   |          |          |
| NK       | 7  | Eric van de Poele    | Brabham-Judd          |              |                   |          |          |
| NeK      | 34 | Roberto Moreno       | Moda-Judd             |              |                   |          |          |
| NeK      | 35 | Perry McCarthy       | Moda-Judd             |              |                   |          |          |

## A világbajnokság élmezőnyének állása a verseny után
| H  | Versenyzők         | Pont | H  | Konstruktőrök        | Pont |
| -- | ------------------ | ---- | -- | -------------------- | ---- |
| 1. | Nigel Mansell      | 50   | 1. | Williams-Renault     | 74   |
| 2. | Riccardo Patrese   | 24   | 2. | Benetton-Ford        | 20   |
| 3. | Michael Schumacher | 17   | 3. | McLaren-Honda        | 16   |
| 4. | Gerhard Berger     | 8    | 4. | Ferrari              | 9    |
| 5. | Ayrton Senna       | 8    | 5. | Footwork-Mugen-Honda | 5    |

## Statisztikák
Vezető helyen:
- Nigel Mansell: 60 (1-60)

Nigel Mansell 26. győzelme, 21. pole-pozíciója, Riccardo Patrese 12. leggyorsabb köre.
- Williams 56. győzelme.